# Сборная Слайго по гэльским играм
Сборная Слайго по гэльским играм, как орган управления — Слайгоский совет Гэльской атлетической ассоциации или Совет графства Слайго при Гэльской атлетической ассоциации (англ. Sligo County Board of the Gaelic Athletic Association / Sligo GAA, ирл. Cumann Luthchleas Gael Coiste Contae Sligeach / CLG Coiste Contae Sligeach), транслитерированное название Слайго ГАА — команда графства Слайго, выступающая в соревнованиях Гэльской атлетической ассоциации. Относится к числу 32 команд графств острова Ирландия, заведует развитием гэльских игр в графстве Слайго.
Команда Слайго выиграла чемпионат Коннахта всего три раза: в 1928, 1975 и 2007 годах. В 1922 году команда вышла в полуфинал, выбив попутно из борьбы Роскоммон, Мейо, Голуэй в чемпионате Коннахта и победив в полуфинале Типперэри. Однако игра в финале не состоялась: из-за технических проблем пришлось переигрывать игру с Голуэем, которую Слайго проиграл.
На клубном уровне команда Слайго ни разу не выходила в финал Всеирландского клубного чемпионата. На уровне клубного чемпионата Коннахта три победы одерживала команда «Сент-Мэрис» в 1977, 1980 и 1983 годах. В финал чемпионата Коннахта выходили клубы «Истерн Харпс», «Карри» и «Турлестрон».

## Цвета
Цвета команд Слайго — чёрный и белый, причём цвета футболок постоянно варьировались. В 1990-е годы Слайго предпочитал комплект в виде белых футболок и чёрных шорт (кроме 1995 и 1996 года, когда была чёрная форма в белую полоску). В 2001 году за неиспользование официальных цветов графства сборную Слайго оштрафовали, и после матча против команды Килдэра команда выбрала чёрный цвет в качестве основного цвета формы. На эмблеме Совета графства Слайго изображена гора Бен-Балбен, достопримечательность графства.

### Эволюция формы
| Классическая домашняя | Классическая гостевая | 2004—2012 | 2015—н.в. |

## Гэльский футбол

### Сборная
В связи с тем, что население в Слайго было меньше, чем в графствах Голуэй или Мейо — двух сильнейших графствах в гэльских играх из Коннахта — а единственная серьёзная спортивная команда, «Слайго Роверс», выступала в футбольном чемпионате Ирландии, в графстве Слайго никогда не замечался высокий уровень развития гэльского футбола. Команда выиграла всего три чемпионата Коннахта за свою историю, между победами в котором прошли довольно большие перерывы: 1928, 1975 и 2007 годы.
Во всеирландском финале Слайго не играл никогда. В 1922 году команда была ближе всего к возможности сыграть в финале: в розыгрыше чемпионата Коннахта слайгосцы выбили Роскоммон, Мейо и Голуэй, а в полуфинале Всеирландского чемпионата обыграли Типперэри. Однако Голуэй потребовал переиграть финал Коннахта, сославшись на некие технические нарушения, и в переигровке Слайго потерпел поражение. В первом розыгрыше Национальной футбольной лиги 1926 года Слайго одержал победу над Лиишь, обеспечив себе выход в финал, однако Лиишь потребовал переигровки из-за мелкой технической ошибки в виде неправильно заполненной программы на матч (имя одного из игроков было указано неверно). Эта мелочь привела к переигровке, в которой Слайго потерпел поражение. Таким образом, сборная Слайго по гэльскому футболу стала уникальной командой, которая формально заполучала право играть в финале Всеирландского чемпионата и финале Национальной лиги, но в итоге так и не сыграла, поскольку результаты были опротестованы, а в переигровках слайгосцев ждали неудачи.
В 1954 году Слайго вышел в финал чемпионата Коннахта, в котором играл против Голуэя, забив на последней минуте гол в ворота голуэйцев, однако судья не засчитал гол и не позволил команде Слайго сравнять счёт. В 1962 году Слайго в коннахтском финале против Роскоммона вёл на протяжении почти всей игры, однако в конце матча команда понесла несколько потерь из-за неожиданных травм, сократила своё преимущество всего лишь до двух очков, а затем команда Роскоммона неожиданно забила трёхочковый гол в ворота Слайго и отобрала титул чемпионов Коннахта — случившееся назвали «одной из величайших трагедий гэльского футбола в Коннахте». В 1965 году Слайго опять вышел в финал чемпионата Коннахта, где сражался с Голуэем и вёл в какой-то момент с разницей в 7 очков. Однако по непонятным причинам тренерский штаб перевёл одного из игроков на позицию чистого нападающего, после чего игра рассыпалась и в итоге Слайго проиграл финал.
В 2001 году после учреждения квалификационного этапа результаты Слайго во Всеирландском чемпионате немного улучшились. В 2002 году команда в упорной борьбе проиграла Голуэю финал чемпионата Коннахта, однако в квалификации на Кроук Парк в матче против Тирона взяла верх 1-14 — 0-12, проигрывая семь очков по ходу встреч. Через две недели в четвертьфинале Слайго отыгрался против Арма 2-9 — 0-15, добившись переигровки, но во второй встрече проиграл 1-16 — 0-17, причём в конце второго тайма игроки протестовали против того, что в ворота Арма не был назначен пенальти.
8 июля 2007 года впервые с 1975 года Слайго выиграл чемпионат Коннахта, с разницей в 1 очко победив Голуэй. Но уже через год команда после избиения от Мейо буквально развалилась, вылетев в 4-й дивизион Национальной футбольной лиги и оставшись только с возможностью бороться за кубок Томми Мёрфи. Игрок сборной Имон О’Хара был возмущён тем, как команда мгновенно скатилась до уровня посредственности. 27 июня 2010 года Слайго, однако, уступая Голуэю в полуфинале чемпионата Коннахта со счётом 0-2 — 1-8 к перерыву, умудрился спасти матч и доиграть до ничьи 1-10 — 1-10, а в переигровке выбил голуэйцев 1-14 — 0-16 и попал в финал Коннахта, где всё же проиграл Роскоммону 0-14 — 0-13. Очередное «дно» гэльский футбол графства нащупал 26 мая 2013 года, когда Слайго сенсационно проиграл в первом же раунде Лондону 0-14 — 1-12, дав англичанам впервые с 1977 года выиграть матч в чемпионате Коннахта — победный гол в ворота слайгосцев забил Лоркан Малви.
На уровне школьников команда дважды выходила в финал Всеирландского школьного чемпионата в 1962 и 1963 годах, оба раза проиграв Дублину. В сборную звёзд ГАА попадали за всю историю 4 игрока: Микки Кирнс (клуб Сент-Пэтс, 1971), Барнс Мёрфи(клуб Сент-Мэрис, 1974), Имон О’Хара (клуб Турлестрон, 2002) и Чарли Харрисон (клуб Сент-Джонс, 2010).

### Клубы
Главный трофей чемпионата графства Слайго по гэльскому футболу — кубок Оуэна Б. Ханта.
На клубном уровне в Слайго нет постоянного клуба-лидера, и чемпионы меняются каждый год: последний раз защиту титула осуществляли «Сент-Патрикс» в 1989 году и «Турлестрон» в 2017 году. По числу побед в чемпионате графства лидирует «Тоберкарри», 20-кратный чемпион графства (последняя победа в 2014 году). В клубном чемпионате Коннахта и Всеирландском клубном чемпионате наиболее успешно выступала команда «Сент-Мэрис», выигравшая чемпионат Коннахта в 1977, 1980 и 1983 годах и победившая во Всеирландском клубном чемпионате по гэльскому футболу (по 7 человек) в 1980 году.
С 1976 по 1991 годы в Слайго команды «Сент-Мэрис» и «Тоберкарри» были главными претендентами на победу в чемпионате графства: «Сент-Мэрис» праздновал победу 8 раз, «Тобер» — 3 раза. Восемь раз обе команды играли в финале друг против друга, в том числе пять раз подряд с 1983 по 1987 годы. Позже на сцену вышел «Турлестрон». На уровне молодёжных клубов лидируют также «Сент-Мэрис» и «Тоберкарри», последний к 2015 году выиграл 6 титулов. На уровне юниоров «Сент-Мэрис» к 2015 году довёл число побед до 11, не уступая титул чемпиона с 2011 года, однако в целом у клуба не такая большая поддержка в городе, как у футбольного «Слайго Роверс».
Из других клубов, выигрывавших чемпионат графства в последние десятилетия XX века и в начале XXI века, выделяются «Баннинадден», «Кулера/Стрэндхилл», «Карри», «Истерн Харпс», «Шемрок Гэлс» и «Турлестрон». До них также чемпионствами отметились «Сент-Джонс» и «Иски». Клуб «Кулера/Стрэндхилл» в 2005 году впервые за 98 лет выиграл чемпионат графства: до этого в 2000 году он проиграл клубу «Баннинадден», который не побеждал на протяжении 109 лет.

### Список клубов на 2019 год
| Клуб                   | Чемпионат    | Чемпионат   | Лига        | Лига        |
| Клуб                   | 1-я команда  | 2-я команда | 1-я команда | 2-я команда |
| ---------------------- | ------------ | ----------- | ----------- | ----------- |
| Баллимот               | Intermediate | н/д         | Дивизион 3  | н/д         |
| Баннинадден            | Intermediate | н/д         | Дивизион 2  | н/д         |
| Калри/Сент-Джозефс     | Senior       | Junior B    | Дивизион 2  | Дивизион 4  |
| Каслконнор             | Intermediate | Junior B    | Дивизион 1  | Дивизион 4  |
| Клунакул               | Junior A     | н/д         | Дивизион 3  | н/д         |
| Кулейни/Маллинабрина   | Senior       | Junior B    | Дивизион 1  | Дивизион 4  |
| Кулера/Страндхилл      | Senior       | Junior B    | Дивизион 1  | Дивизион 4  |
| Карри                  | Intermediate | н/д         | Дивизион 1  | н/д         |
| Драмклифф/Россес-Пойнт | Senior       | н/д         | Дивизион 2  | Дивизион 4  |
| Иски                   | Intermediate | н/д         | Дивизион 2  | н/д         |
| Истерн Харпс           | Senior       | Junior A    | Дивизион 1  | Дивизион 3  |
| Эннискроун/Килгласс    | Intermediate | Junior B    | Дивизион 2  | Дивизион 4  |
| Гива                   | Intermediate | Junior B    | Дивизион 2  | Дивизион 4  |
| Оуэнмор Гэлс           | Intermediate | Junior B    | Дивизион 2  | Дивизион 4  |
| Шемрок Гэлс            | Senior       | Junior A    | Дивизион 1  | Дивизион 3  |
| Сент-Фарнанс           | Junior 2020  | Junior B    | Дивизион 2  | Дивизион 4  |
| Сент-Джонс             | Intermediate | Junior B    | Дивизион 2  | Дивизион 4  |
| Сент-Мэрис             | Senior       | Junior B    | Дивизион 1  | Дивизион 4  |
| Сент-Майклс            | Junior A     | н/д         | Дивизион 3  | н/д         |
| Сент-Молайше Гэлс      | Senior       | Junior A    | Дивизион 1  | Дивизион 3  |
| Сент-Патрикс           | Intermediate | н/д         | Дивизион 2  | н/д         |
| Турлестрон             | Senior       | Junior A    | Дивизион 1  | Дивизион 3  |
| Тоберкарри             | Senior       | н/д         | Дивизион 1  | н/д         |

### Текущий состав сборной по гэльскому футболу
- Менеджер[англ.]: Пол Тейлор[англ.]
- Тренеры: Джон Макпартленд, Джо Кин, Адам Спир (тренер по физподготовке)

Заявка на матч полуфинал Чемпионата Коннахта 2018 против Голуэя (3 июня 2018)
| \| Номер \| Имя \| Позиция \| Клуб \| \| ----- \| --------------------- \| --------------------- \| ----------------------------- \| \| 1 \| Эйдан Дэвейни[англ.] \| Вратарь \| Калри/Сент-Джозефс[англ.] \| \| 2 \| Чарли Харрисон[англ.] \| Правый корнер-бэк \| Сент-Джонс[англ.] \| \| 3 \| Эон Макхью \| Фулл-бэк \| Сент-Молайше Гэлс[англ.] \| \| 4 \| Росс Донован \| Левый корнер-бэк \| Истерн Харпс[англ.] \| \| 5 \| Нил Эвинг \| Правый винг-бэк \| Драмклифф/Россес-Пойнт[англ.] \| \| 6 \| Эдриан Макинтайр \| Центр-бэк \| Тоберкарри[англ.] \| \| 7 \| Джер О’Келли Линч \| Левый винг-бэк \| Сент-Мэрис[англ.] \| \| 8 \| Ниал Мёрфи[англ.] \| Полузащитник \| Кулера/Страндхилл[англ.] \| \| 9 \| Кевин Макдоннелл \| Полузащитник \| Каслконнор[англ.] \| \| 10 \| Патрик О’Коннор \| Правый винг-форвард \| Сент-Фарнанс[англ.] \| \| 11 \| Лиам Гохан \| Центр-форвард \| Турлестрон[англ.] \| \| 12 \| Кэтал Генри \| Левый винг-форвард \| Турлестрон[англ.] \| \| 13 \| Кайл Коули \| Правый корнер-форвард \| Сент-Мэрис[англ.] \| \| 14 \| Пэт Хьюз[англ.] \| Фулл-форвард \| Гива[англ.] \| \| 15 \| Эдриан Маррен[англ.] \| Левый корнер-форвард \| Карри[англ.] \| \| 16 \| Имон Килганнон \| Вратарь \| Сент-Фарнанс[англ.] \| \| 17 \| Майки Гордон \| Запасной \| Иски[англ.] \| \| 18 \| Киан Брехени \| Запасной \| Сент-Мэрис[англ.] \| \| 19 \| Шон Каррибин[англ.] \| Запасной \| Каслконнор[англ.] \| \| 20 \| Эдди Макгиннесс \| Запасной \| Тоберкарри[англ.] \| \| 21 \| Финниан Коули \| Запасной \| Сент-Фарнанс[англ.] \| \| 22 \| Люк Николсон \| Запасной \| Сент-Мэрис[англ.] \| \| 23 \| Килан Коули \| Запасной \| Кулера/Страндхилл[англ.] \| \| 24 \| Дарраг Камминс \| Запасной \| Калри/Сент-Джозефс[англ.] \| \| 25 \| Питер Лаффи \| Запасной \| Кулера/Страндхилл[англ.] \| \| 26 \| Натан Руни \| Запасной \| Сент-Мэрис[англ.] \| |                   |                       |                        |
| Номер | Имя               | Позиция               | Клуб                   |
| 1 | Эйдан Дэвейни     | Вратарь               | Калри/Сент-Джозефс     |
| 2 | Чарли Харрисон    | Правый корнер-бэк     | Сент-Джонс             |
| 3 | Эон Макхью        | Фулл-бэк              | Сент-Молайше Гэлс      |
| 4 | Росс Донован      | Левый корнер-бэк      | Истерн Харпс           |
| 5 | Нил Эвинг         | Правый винг-бэк       | Драмклифф/Россес-Пойнт |
| 6 | Эдриан Макинтайр  | Центр-бэк             | Тоберкарри             |
| 7 | Джер О’Келли Линч | Левый винг-бэк        | Сент-Мэрис             |
| 8 | Ниал Мёрфи        | Полузащитник          | Кулера/Страндхилл      |
| 9 | Кевин Макдоннелл  | Полузащитник          | Каслконнор             |
| 10 | Патрик О’Коннор   | Правый винг-форвард   | Сент-Фарнанс           |
| 11 | Лиам Гохан        | Центр-форвард         | Турлестрон             |
| 12 | Кэтал Генри       | Левый винг-форвард    | Турлестрон             |
| 13 | Кайл Коули        | Правый корнер-форвард | Сент-Мэрис             |
| 14 | Пэт Хьюз          | Фулл-форвард          | Гива                   |
| 15 | Эдриан Маррен     | Левый корнер-форвард  | Карри                  |
| 16 | Имон Килганнон    | Вратарь               | Сент-Фарнанс           |
| 17 | Майки Гордон      | Запасной              | Иски                   |
| 18 | Киан Брехени      | Запасной              | Сент-Мэрис             |
| 19 | Шон Каррибин      | Запасной              | Каслконнор             |
| 20 | Эдди Макгиннесс   | Запасной              | Тоберкарри             |
| 21 | Финниан Коули     | Запасной              | Сент-Фарнанс           |
| 22 | Люк Николсон      | Запасной              | Сент-Мэрис             |
| 23 | Килан Коули       | Запасной              | Кулера/Страндхилл      |
| 24 | Дарраг Камминс    | Запасной              | Калри/Сент-Джозефс     |
| 25 | Питер Лаффи       | Запасной              | Кулера/Страндхилл      |
| 26 | Натан Руни        | Запасной              | Сент-Мэрис             |

### Достижения сборной по гэльскому футболу
- Чемпионы Коннахта: 1928, 1975, 2007
- Чемпионы Коннахта среди дублёров[англ.]: 1926, 1928, 1935, 1956, 1973, 1998, 2005, 2010, 2011, 2013, 2014
- Чемпионы Коннахта среди юниоров[англ.]: 1949, 1968, 2021
- Всеирландские чемпионы среди дублёров[англ.]: 1935, 2010
- Чемпионы Коннахтской Лиги FBD[англ.]: 2004

## Хёрлинг
Слайго не считается традиционно сильным графством в хёрлинге, хотя добился куда больших успехов по сравнению со сборной по гэльскому футболу. В 1968 году команда победила во Всеирландском чемпионате дублёров, повторив успех в 1973 году, а в 2004 году выиграла 3-й дивизион Национальной лиги. В 2008 году Слайго в розыгрыше кубка Никки Ракарда одержал первую победу, став сильнейшей сборной среди сборных 3-го яруса, но из-за поражения от Роскоммона в турнир статусом выше так и не попал. По мнению некоторых, выдающимся игроком в истории Слайго считается Пол Сиверс, который трижды выигрывал Железнодорожный кубок в составе команды Коннахта, выигрывал Кубок Никки Ракарда в 2008 году и выступал за сборную Ирландии в Международной серии по шинти-хёрлингу против Шотландии в 2003 году. В августе 1986 года Слайго выиграл Всеирландский чемпионат юниоров C, победив в финале Тирон с разницей в 4 очка на «Кроук Парк», а в 2012 году выиграл Всеирландский чемпионат C среди юношей до 16 лет, снова обыграв Тирон на арене Монаханского центра превосходства.
В 2018 году команда Слайго выиграла кубок Лори Мигера, завоевав первый с 2008 года трофей — в финале командой Майкла Гэлвина был побеждён английский Ланкашир благодаря голу на последних минутах в ворота ланкаширцев. Команда Бенни Кенни из игроков не старше 17 лет обыграла в кубке Майкла Фири 2018 года Донегол, пройдя перед этим Мейо и Роскоммон. В 2019 году, выйдя снова в Кубок Никки Ракарда, команда Слайго вырвалась в лидеры группы 2, обойдя команды Мейо, Тирона и Лаута. В финале против Арма сборная Слайго благодаря забитому в компенсированное время Джерардом О’Келли Линчем голу и набранному Кираном Прайором очку сумела отыграть трёхочковое отставание в овертайме и вырвать победу. Капитаном той команды был 19-летний Джеймс Уэйр, ставший самым молодым капитаном команды, выигрывавшей Всеирландский турнир.

### Достижения сборной по хёрлингу

#### Всеирландские турниры
- Обладатели Кубка Никки Ракарда[англ.]: 2008[англ.], 2019[англ.]
- Обладатели Кубка Лори Мигера[англ.]: 2018[англ.]

#### Турниры провинции
- Чемпионы Коннахта среди дублёров[англ.]: 1968, 1973

### Текущий состав сборной по хёрлингу
- Менеджер[англ.]: Дэйти Хэнд
- Главный тренер: Колум О’Мира
- Тренер-селекционер: Пети Голвин
- Тренер по физподготовке: Шон Фланнери
- Тренер по спортивному питанию: Ифе Клэнси

Заявка на финал Кубка Никки Ракарда против Арма (22 июня 2019)
| \| Номер \| Имя \| Позиция \| Клуб \| \| ----- \| -------------------- \| --------------------- \| --------------------------- \| \| 1 \| Марк Бёрк \| Вратарь \| Тоберкарри[англ.] \| \| 2 \| Джеймс Уэйр \| Правый корнер-бэк \| Сент-Фарнанс[англ.] \| \| 3 \| Ниалл Фихили \| Фулл-бэк \| Нив Оуэн \| \| 4 \| Кевин О’Кеннеди \| Левый корнер-бэк \| Кулейни/Маллинабрина[англ.] \| \| 5 \| Кевин Бэнкс \| Правый винг-бэк \| Кулера/Страндхилл[англ.] \| \| 6 \| Лиам Райди \| Центр-бэк \| Калри/Сент-Джозефс[англ.] \| \| 7 \| Рори Макхью \| Левый винг-бэк \| Иски[англ.] \| \| 8 \| Ронан Кокс \| Полузащитник \| Калри/Сент-Джозефс[англ.] \| \| 9 \| Джо Старр \| Полузащитник \| Киллимор (Голуэй) \| \| 10 \| Джерард О’Келли Линч \| Правый винг-форвард \| Нив Оуэн \| \| 11 \| Конор Гриффин \| Центр-форвард \| Калри/Сент-Джозефс[англ.] \| \| 12 \| Кевин Джилмартин \| Левый винг-форвард \| Калри/Сент-Джозефс[англ.] \| \| 19 \| Тони О’Келли Линч \| Правый корнер-форвард \| Нив Оуэн \| \| 14 \| Кит Рэймонд \| Фулл-форвард \| Калри/Сент-Джозефс[англ.] \| \| 15 \| Гэри Кадден \| Левый корнер-форвард \| Кулера/Страндхилл[англ.] \| \| 16 \| Кеван Бреннан \| Вратарь \| Нив Оуэн \| \| 17 \| Том Бреннан \| Запасной \| Турлестрон[англ.] \| \| 18 \| Ниалл Макдермотт \| Запасной \| Калри/Сент-Джозефс[англ.] \| \| 13 \| Шейн Кроули \| Запасной \| Килбрин (Корк)[англ.] \| \| 20 \| Брайан Шеннон \| Запасной \| Калри/Сент-Джозефс[англ.] \| \| 21 \| Майки Гордон \| Запасной \| Иски[англ.] \| \| 22 \| Рори Бреннан \| Запасной \| Турлестрон[англ.] \| \| 23 \| Киран Прайор \| Запасной \| Кулера/Страндхилл[англ.] \| \| 24 \| Томми Келли \| Запасной \| Калри/Сент-Джозефс[англ.] \| \| 25 \| Эндрю Килкаллен \| Запасной \| Иски[англ.] \| \| 26 \| Шейн Бреннан \| Запасной \| Кулера/Страндхилл[англ.] \| |                      |                       |                      |
| Номер | Имя                  | Позиция               | Клуб                 |
| 1 | Марк Бёрк            | Вратарь               | Тоберкарри           |
| 2 | Джеймс Уэйр          | Правый корнер-бэк     | Сент-Фарнанс         |
| 3 | Ниалл Фихили         | Фулл-бэк              | Нив Оуэн             |
| 4 | Кевин О’Кеннеди      | Левый корнер-бэк      | Кулейни/Маллинабрина |
| 5 | Кевин Бэнкс          | Правый винг-бэк       | Кулера/Страндхилл    |
| 6 | Лиам Райди           | Центр-бэк             | Калри/Сент-Джозефс   |
| 7 | Рори Макхью          | Левый винг-бэк        | Иски                 |
| 8 | Ронан Кокс           | Полузащитник          | Калри/Сент-Джозефс   |
| 9 | Джо Старр            | Полузащитник          | Киллимор (Голуэй)    |
| 10 | Джерард О’Келли Линч | Правый винг-форвард   | Нив Оуэн             |
| 11 | Конор Гриффин        | Центр-форвард         | Калри/Сент-Джозефс   |
| 12 | Кевин Джилмартин     | Левый винг-форвард    | Калри/Сент-Джозефс   |
| 19 | Тони О’Келли Линч    | Правый корнер-форвард | Нив Оуэн             |
| 14 | Кит Рэймонд          | Фулл-форвард          | Калри/Сент-Джозефс   |
| 15 | Гэри Кадден          | Левый корнер-форвард  | Кулера/Страндхилл    |
| 16 | Кеван Бреннан        | Вратарь               | Нив Оуэн             |
| 17 | Том Бреннан          | Запасной              | Турлестрон           |
| 18 | Ниалл Макдермотт     | Запасной              | Калри/Сент-Джозефс   |
| 13 | Шейн Кроули          | Запасной              | Килбрин (Корк)       |
| 20 | Брайан Шеннон        | Запасной              | Калри/Сент-Джозефс   |
| 21 | Майки Гордон         | Запасной              | Иски                 |
| 22 | Рори Бреннан         | Запасной              | Турлестрон           |
| 23 | Киран Прайор         | Запасной              | Кулера/Страндхилл    |
| 24 | Томми Келли          | Запасной              | Калри/Сент-Джозефс   |
| 25 | Эндрю Килкаллен      | Запасной              | Иски                 |
| 26 | Шейн Бреннан         | Запасной              | Кулера/Страндхилл    |

## Женский гэльский футбол
Сборная по женскому гэльскому футболу выиграла Всеирландский чемпионат дублёров в 2006 году под руководством Падди Генри. На уровне клубов во Всеирландском финале юниоров играли «Сент-Нэтис» и «Драмклифф». Из ведущих команд выделяются также «Гива» и «Сент-Майклс».

## Камоги
Единственным известным деятелем камоги в Слайго является судья по камоги Нуала Кавана, которая судила Всеирландский финал 1965 года.
В 2010—2015 годах в графстве действовал план развития камоги под девизом «Наша игра, наша страсть» (англ. Our Game, Our Passion); к 2015 году планировалось создать пять новых клубов по этому виду спорта.